# 短柄珊瑚苣苔
短柄珊瑚苣苔（学名：Corallodiscus plicatus var. lineatus）为苦苣苔科珊瑚苣苔属下的一个变种。

## 扩展阅读
- 維基物種上的相關：短柄珊瑚苣苔